# Condado de Black Hawk
El condado de Black Hawk (en inglés: Black Hawk County, Iowa), fundado en 1843, es uno de los 99 condados del estado estadounidense de Iowa. En el año 2000 tenía una población de 128 012 habitantes con una densidad poblacional de 87 personas por km². La sede del condado es Waterloo.

## Geografía
Según la Oficina del Censo, el condado tiene un área total de 1481 km² (571,8 mi²), de la cual 1469 km² (567,2 mi²) es tierra y 13 km² (5 mi²) es agua.

### Condados adyacentes
- Condado de Bremer norte
- Condado de Buchanan este
- Condado de Benton sureste
- Condado de Tama sureste
- Condado de Grundy oeste
- Condado de Butler noroeste
- Condado de Fayette noreste

## Demografía
En el 2000 la renta per cápita promedia del condado era de $37 266, y el ingreso promedio para una familia era de $47 398. El ingreso per cápita para el condado era de $18 885. En 2000 los hombres tenían un ingreso per cápita de $33 138 contra $23 394 para las mujeres. Alrededor del 13.10% de la población estaba bajo el umbral de pobreza nacional.
| 1900   | 1910   | 1920   | 1930   | 1940   | 1950    | 1960    | 1970    | 1980    | 1990    | 2000    | Est.2006 |
| ------ | ------ | ------ | ------ | ------ | ------- | ------- | ------- | ------- | ------- | ------- | -------- |
| 32 399 | 44 865 | 56 570 | 69 146 | 79 946 | 100 448 | 122 482 | 132 916 | 137 961 | 123 798 | 128 012 | 126 106  |

## Lugares

### Municipios
Barclay |
Bennington |
Big Creek |
Black Hawk |
Cedar |
Cedar Falls |
Eagle |
East Waterloo |
Fox |
Lester |
Lincoln |
Mount Vernon |
Orange |
Poyner |
Spring Creek |
Union |
Washington 

### Ciudades
Cedar Falls |
Dunkerton |
Elk Run Heights |
Evansdale |
Gilbertville |
Hudson |
Janesville |
Jesup |
La Porte City |
Raymond |
Waterloo 

### Áreas no incorporadas
Dewar |
Eagle Center |
Finchford |
Glasgow |
Voorhies |
Washburn 

### Principales carreteras
| - Interestatal 380 - U.S. Route 20 - U.S. Route 63 - U.S. Route 218 - Carretera de Iowa 21 | - Carretera de Iowa 27 - Carretera de Iowa 57 - Carretera de Iowa 58 - Carretera de Iowa 175 - Carretera de Iowa 281 |